# 이승만 (골프 선수)
이승만(1980년 1월 16일~)은 대한민국의 골프 선수이다. 2000년에 프로로 전향하여 아시안 투어에서 1회 우승했다.